# Частковце
Частковце (словац. Častkovce) — село, громада округу Нове Место-над-Вагом, Тренчинський край. Кадастрова площа громади — 7.57 км².
Населення 1648 осіб (станом на 31 грудня 2020 року).

## Історія
Частковце вперше згадується під 1348 роком.

## Населення
| Рік:            | 1994. | 2004.   | 2014.    | 2024.    |
| --------------- | ----- | ------- | -------- | -------- |
| Кількість осіб: | 987   | 1014    | 1263     | 1719     |
| Різниця:        |       | +2,73 % | +24,55 % | +36,10 % |

| Рік:            | 2023. | 2024.   |
| --------------- | ----- | ------- |
| Кількість осіб: | 1705  | 1719    |
| Різниця:        |       | +0,82 % |